# Повстання Маджі-Маджі

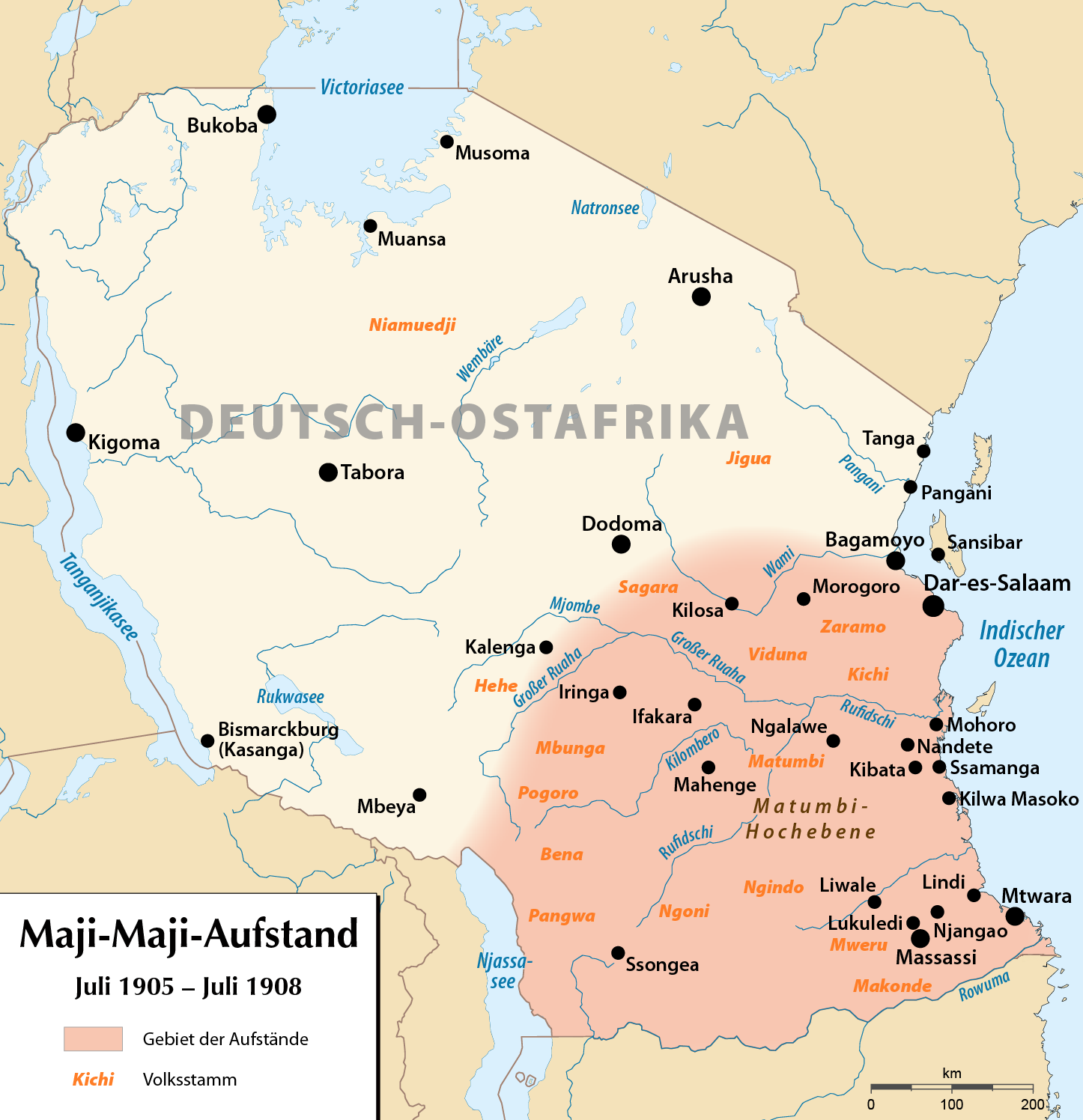
Мапа територій, охоплених повстанням Маджі-Маджі

Повста́ння Ма́джі-Ма́джі 1905-07 років — повстання народів у Німецькій Східній Африці (колишня колонія Німеччини, територія сучасних Бурунді, Руанди і Танзанії).
Назва пов'язана з повір'ям про чудодійну силу священної води (суахілійське «маджі»), що нібито рятує повстанців від куль.
Повстання вибухнуло на території проживання народу матумбі й згодом охопило достатньо широкі терени — центральну й південну частину колонії (територіально це південний схід і узбережжя сучасної Танзанії). Народний виступ був жорстоко придушений колонізаторами, в результаті чого було вбито близько 120 тисяч африканців, а деякі племена повністю винищено.

## Джерело
Українська радянська енциклопедія : у 12 т. / гол. ред. М. П. Бажан ; редкол.: О. К. Антонов та ін. — 2-ге вид. — К. : Головна редакція УРЕ, 1981. — Т. 6 : Куликів — Мікроклімат. — С. 301.